# كرغرين (كورنوال)
كرغرين (بالإنجليزية: Cargreen)‏ هي قرية تقع في المملكة المتحدة في كورنوال.